# Pastoral (gruppo musicale)
I Pastoral sono un duo argentino di genere folk rock e rock progressivo attivo negli anni settanta e ottanta, composto da Alejandro De Michele e Miguel Ángel Erausquin. Il loro debutto ebbe luogo nel 1973. Nel corso degli anni diversi musicisti li hanno accompagnati, soprattutto nelle esibizioni dal vivo: Daddy Antogna, Hugo Villarreal, Pedro Aznar e Oscar Moro, mesi prima di unirsi al supergruppo Serú Girán. L'album che li rese popolari fu En el hospicio (1975), prodotto da Litto Nebbia.

## Storia

### Un'origine rustica
Alejandro De Michele e Miguel Ángel Erausquin si incontrarono al Collegio Mariano Moreno nel 1971 e subito dopo - e dopo aver scritto e provato diverse canzoni, tra cui Libertad Pastoral - decisero di esibirsi dal vivo, debuttando al Teatro Diagonal de Mar del Plata il 18 novembre 1973.
Quell'anno pubblicarono il loro album Pastoral, attraverso l'etichetta Cabal, senza promozione, caratterizzato dal tema oscuro e surreale delle loro canzoni, rendendolo inaccessibile al pubblico. Registrato con risorse minime, si distingue per il suo suono crudo e spesso straziante. Le ossessioni di Alejandro De Michele (pancia, morte, follia) sono già presenti in questo esordio discografico solido ma quasi anonimo. Quando il duo entrò negli studi, lo fece senza alcuna esperienza nel settore. Libertad Pastoral, il brano centrale dell'album, era una composizione di De Michele con arrangiamenti di Erausquin. Tuttavia, con una manovra poco chiara, in quarta di copertina del LP Pastoral, apparve composto da "Alejandro y el Sr. Piscicelli" (Piscicelli era il produttore).

### Surrealismo e oscurità
Per il secondo album ebbero la produzione artistica di Litto Nebbia e la partecipazione del suo trio come gruppo di supporto. Il risultato è una delle sue opere più famose, En el hospicio (1975). Questo album (con una copertina disegnata dallo stesso Alejandro, che mostra un'estetica quasi gotica nei suoi forti contrasti in bianco e nero) approfondisce l'insinuato. La musica dei Pastoral era calma e di una sobria correzione tecnica, senza ostentare virtuosismo ma con buon gusto nella sua strumentazione. Le armonie vocali erano uno dei suoi tratti distintivi; Questo album li enfatizza fortemente. A questo punto, l'attenzione della stampa specializzata si rivolse alla figura introspettiva e discreta di De Michele, che iniziò a mostrarsi come uno dei più grandi poeti.
En el hospicio fu un successo commerciale, ma soprattutto in termini artistici: con testi che trattavano di follia, morte e autodistruzione fino a raggiungere passaggi quasi nichilisti, i Pastoral avevano definito il loro stile e differiva da altri gruppi del tempo per la profondità della sua proposta.

### Al vertice
Nel 1976 il duo pubblicò quello che è considerato il loro capolavoro: Humanos, che toccava i temi della morte e dell'esistenza irragionevole. Per la sua registrazione ci fu l'orchestra d'archi di Antonio Agri e ospiti "di lusso" come Charly García, Oscar Moro e Pino Marrone. Parallelamente, i Pastoral divennero il primo gruppo rock in spagnolo a includere argomenti ecologici nelle loro canzoni. Humanos, un disco quasi teatrale, includeva anche un'opera classica di quasi dieci minuti chiamata "Mi sbarazzo del tuo ventre / Ritorno alle tue viscere" composta da due canzoni collegate tematicamente e musicalmente. La registrazione è parzialmente eseguita dal vivo e l'album è presentato con un recital al teatro Estrellas.
Alla ricerca di una maggiore purezza di suoni, i Pastoral andarono in Brasile per completare l'album successivo, il più eclettico e vario della loro carriera: Atrapados en el cielo, 1977. Questo album, con un tema ancora più complesso ed ermetico di Humanos presenta una grande ricchezza strumentale. Sono inclusi sintetizzatori, strumenti a fiato e persino cornamuse. I Pastoral si erano distaccati dai suoi inizi acustici per evolversi nella varietà dei suoni.
I Pastoral divennero il primo gruppo argentino a girare il paese all'estero (concerti di massa in Cile).  Fecero anche un recital al Luna Park di Buenos Aires, il 14 aprile 1977, che riempiono quasi segretamente, per il divieto imposto al rock dal governo militare. I Pastoral erano diventati un fenomeno di massa.
Quasi contemporaneamente pubblicarono un nuovo singolo con canzoni che non sarebbero state trovate in nessun altro album ufficiale: Mensaje mágico e l'enigmatico Reflejos del hombre, strumentale.

### La fine di una fase
L'usura della fama determinò la decisione di sciogliere il duo alla fine del 1978. Come ulteriore complicazione, i Pastoral avevano firmato un contratto con una nuova etichetta discografica specializzata in rock chiamata Sazam Records, che richiedeva loro di pubblicare tre nuovi album ma i musicisti si rifiutarono con la convinzione che il gruppo fosse già alla fine. Il problema fu risolto con la pubblicazione di un album a nome Pastoral e di un'opera solista di ciascuno dei suoi membri.

### Alejandro De Michele e i Merlin
Il titolo dell'album "postumo" del duo era eloquente: De Michele - Erausquin, pubblicato nel 1979; era un chiaro messaggio che annunciava che i Pastoral avevano smesso di esistere. Nonostante le offerte che ricevettero per suonare ad un concerto d'addio, De Michele rifiutò di nuovo e cadde in un ostracismo che durò quasi due anni, in cui avrebbe scritto un libro di memorie e proiettato un'opera rock chiamata Federico Siete Vidas. A questo punto, De Michele si unì all'ex Crucis, Gustavo Montesano, e diede vita al progetto Merlín, che pubblicò un singolo album presentato al Teatro Astral nel marzo del 1980.

### Rigenerato
Nel 1982 De Michele ed Erausquin decisero di incontrarsi per registrare un album. Questa volta non ci sono furono concerti o note per i mass media. Il ritorno dei Pastoral fu silenzioso e la notizia si diffuse attraverso il passaparola del pubblico. Il risultato fu Generación, un disco che sorprese sia gli estranei che i propri fan, abbandonando il suono calmo e riflessivo che era una delle caratteristiche più marcate dei Pastoral, sostituendolo con una forte base ritmica, sintetizzatori e forti assoli di chitarra elettrica. L'album fu un altro bestseller nell'Argentina post-Malvinas ed aveva testi acidi e diretti, pieni di riferimenti ironici al crollo sociale ed economico del paese.
L'album fu presentato in un grande concerto all'Estadio Obras Sanitarias in un concerto che la stampa specializzata descrisse come uno dei più brillanti dei Pastoral.
All'inizio dell'anno successivo, fu pubblicata una raccolta con le loro opere più famose, intitolata Todo Pastoral. In concomitanza con il decimo anniversario della coppia, si esibirono all'Estadio Obras Sanitarias il 30 aprile 1983, davanti a un pubblico ancora più ampio.
In questa occasione fu prestata particolare attenzione allo scenario (una miniera di carbone progettata da De Michele), e così il duo fece la sua apparizione sul palco vestito da minatore, quasi al buio, e indossando elmetti con torce. La prima metà del concerto era elettrica e piena di intenso ed emozionante rock and roll. Quindi la band scomparve dietro una cortina di fumo, per tornare sul palco che ora era coperto da erba di pascolo. Il set acustico classico iniziò immediatamente.

### La tragedia e dopo
Avendo consolidato di nuovo il duo, De Michele aveva in mente nuovi orizzonti creativi per i Pastoral: più sperimentazione, nuovi suoni e una solida incursione nel campo del video. Aveva anche progettato il suo album solista, Cuarto transitorio.
Nelle prime ore del 20 maggio 1983, la Ford Falcon di Alejandro De Michele colpì un albero di fronte al Velodromo municipale, facendolo morire. La tragedia di Alejandro comportò la fine dei Pastoral: Erausquin decise di non continuare a suonare con il nome del duo senza il suo compagno.
Alla fine del 2009 è stato pubblicato ufficialmente un doppio disco con il live del concerto del 1983 all'Obras.

## Discografia

### Album in studio
- 1973 - Pastoral (Cabal)
- 1975 - En el hospicio
- 1976 - Humanos
- 1977 - Atrapados en el cielo
- 1979 - De Michele - Erausquin
- 1982 - Generación

### EP
- 1977 - Mensaje mágico

### Album dal vivo
- 2009 - En vivo Obras 1983

### Raccolte
- 1978 - Nuestra pequeña historia
- 1983 - Todo Pastoral
- 1990 - El álbum
- 1992 - Todo Pastoral
- 2000 - Oro

## Discografia di gruppi correlati

### Discografia solista di Alejandro De Michele
- 1980 - Merlín (con il gruppo Merlín)

### Discografia solista di Miguel Ángel Erausquin
- 1980 - Hacia la libertad (1980)
- 1992 - A través del Sol (1992)